# DBD (périodique)
Pour les articles homonymes, voir DBD.
DBD (Les Dossiers de la Bande Dessinée) est un périodique de bande dessinée indépendant créé par Frédéric Bosser en 1998, remplacé par BullDozer en 2005 avant d'être renommé dBD en 2006.
En 2011, dBD lance un deuxième magazine mensuel, L'Immanquable, principalement destiné à la prépublication de bande dessinées.

## Historique
Le graphisme de lancement de DBD est confié à l'Agence Bug. Cette première édition était trimestrielle et composée d'une monographie sous forme d'album cartonné de 48 pages et d'un magazine souple de 36 pages. Du numéro 2 au numéro 10, soit jusqu'en 2001, le graphisme est conçu et réalisé par Niki de la Isla (Picalitos) avec Olivier Maltret à la rédaction.
En 2005, la publication de DBD s'interrompt, remplacée par un nouveau magazine, BullDozer, dont six numéros sont publiés entre 2005 et 2006 avant d'être renommé dBD,. L'éditeur confie avoir pris pour modèle esthétique le magazine de cinéma Studio : « Je suis très à cheval sur la beauté formelle de mon magazine car j'estime que la lecture doit être un moment agréable de l'existence. » La parution devient mensuelle, hormis deux numéros doubles en juin-août et décembre-janvier. Des numéros hors-série paraissent également à un rythme trimestriel.
En 2011, dBD lance un deuxième magazine mensuel, L'Immanquable, principalement destiné à la prépublication de bande dessinées, à un tirage de 18 000 exemplaires.

## Présentation
Si le magazine aborde tous les genres de bandes dessinées, la ligne éditoriale est cependant orientée sur les auteurs et éditeurs français entreprenants : « On défend d'abord les créateurs français ou les maisons d'édition françaises qui prennent de vrais risques financiers ou artistiques sur de nouveaux albums, plutôt qu'un éditeur français qui va simplement acheter des droits américains sur un album de Crumb par exemple. On va d'abord défendre une maison d'édition française qui a pris des risques pour sortir des albums originaux et créatifs. »